# Nationalsozialistische Monatshefte
Nationalsozialistische Monatshefte (în traducere „Revista Lunară național-socialistă”) a fost o revistă politică și culturală editată de Partidul Nazist. Adolf Hitler a fost redactorul șef în perioada 1930 – octombrie 1933, după care Alfred Rosenberg a preluat conducerea redacției din mai 1935 până în 1944. Primul număr a apărut în 1930. Revista a funcționat ca un forum pentru specialiști din diverse domenii academice, inclusiv  lingvistică și istorie, pentru a-și prezenta cercetările într-un format accesibil publicului larg, adesea cu o puternică tentă rasială. Publicația, cu sediul la München, și-a încetat activitatea în 1944.